# Équipe d'Ukraine de Coupe Davis
L'équipe d'Ukraine de Coupe Davis représente l'Ukraine à la Coupe Davis. Elle est placée sous l'égide de la Fédération ukrainienne de tennis.

## Historique
Créée en 1993, l'équipe d'Ukraine de Coupe Davis a réalisé sa meilleure performance en jouant le match de barrages de la Coupe Davis 2009 du groupe mondial contre l'équipe de Belgique qu'elle perd cependant 3-2, restant ainsi dans le groupe II.

## Joueurs de l'équipe
Les chiffres indiquent le nombre de matchs joués
- Sergei Bubka (24)
- Alexandr Dolgopolov (7)
- Illya Marchenko (13)
- Andreï Medvedev (43)
- Serhiy Stakhovsky (46)